# Stéphanie Antoine
Pour les articles homonymes, voir Antoine.
Stéphanie Antoine, née le 18 avril 1969[réf. nécessaire], est une journaliste française animatrice spécialisée en économie, et présentant plusieurs émissions sur la chaîne France 24.

## Biographie

### Parcours académique
Diplômée de Sciences Po Paris section Service Public en 1991, et titulaire d’un master de journalisme de l'Université de New York[réf. nécessaire], Stéphanie Antoine est une journaliste et présentatrice française.

### Parcours professionnel
Elle a travaillé à ABC News-New York, puis à CNBC-New York, puis à Bloomberg TV à Londres. De retour en France, elle réalise des reportages pour les magazines Argent public (France 2) et Zone Interdite (M6). Elle est à France 24 depuis septembre 2006, ce qui lui procure une notoriété dans de nombreux pays d'Afrique francophone. Elle y anime différentes émissions dont une interview hebdomadaire L'invité de l'économie,, Le journal de l'Économie, ou encore  Le Débat de F24 ou Au cœur de l'info.
En 2011, elle est l'autrice d'un ouvrage sur le rôle de Dominique Strauss-Kahn au sein du Fonds monétaire international, dans lequel elle expose comment il y a relégitimé la régulation face au marché.
Auparavant Stéphanie Antoine a couvert les grands sommets internationaux dont Davos, G20, FMI, Women's Forum for the Economy and Society, et New York Forum. 

## Publication
- Stéphanie Antoine, DSK au FMI: enquête sur une renaissance, Éd. du Seuil, 2011 (ISBN 978-2-02-102742-6)[8],[9],[10]